# José Manuel Bértolo Ballesteros
José Manuel Bértolo Ballesteros (Lugo, 1 de enero de 1949) es un escritor y catedrático de griego español.

## Trayectoria
Colaborador de periódicos como La Voz de Galicia y Faro de Vigo y aficionado a la heráldica, colabora en múltiples ocasiones con el autor Luis Ferro Prego en obras y artículos. En 2021 se publica su obra Fidalguía e heráldica da Terra de Montes, sin embargo en su historial encontramos multitud de obras más.